# Bolshoy Lyakhovsky
A ilha Bolshoy Lyakhovsky (em russo:  Большой Ляховский; russo transliterado: Bolshoy Lyakhovsky) é uma ilha do ártico russo, localizada entre o mar de Laptev e o mar da Sibéria Oriental. 
Administrativamente, esta ilha, tal como o resto do arquipélago, pertence à República de Sakha (Iacútia) da Federação Russa. 
As ilhas Lyakhovsky têm o nome em homenagem a Ivan Lyakhov, que as explorou em 1773.